# Hereford (Verenigd Koninkrijk)
Hereford is een civil parish met de officiële titel van city,  in het bestuurlijke gebied Herefordshire, aan de rivier de Wye. In 2021 telde de stad 53.112 inwoners.
Hereford was een versterkte stad in de Welsh Marches, de grensstreek met Wales. Tegenwoordig staat de stad vooral bekend als een handelscentrum voor een uitgestrekt agrarisch en landelijk gebied. Producten uit Hereford variëren van cider, bier, lederwaren, nikkel legeringen en pluimvee tot chemicaliën. Daarnaast staat Hereford ook bekend om het vermaarde Hereford-ras van runderen.

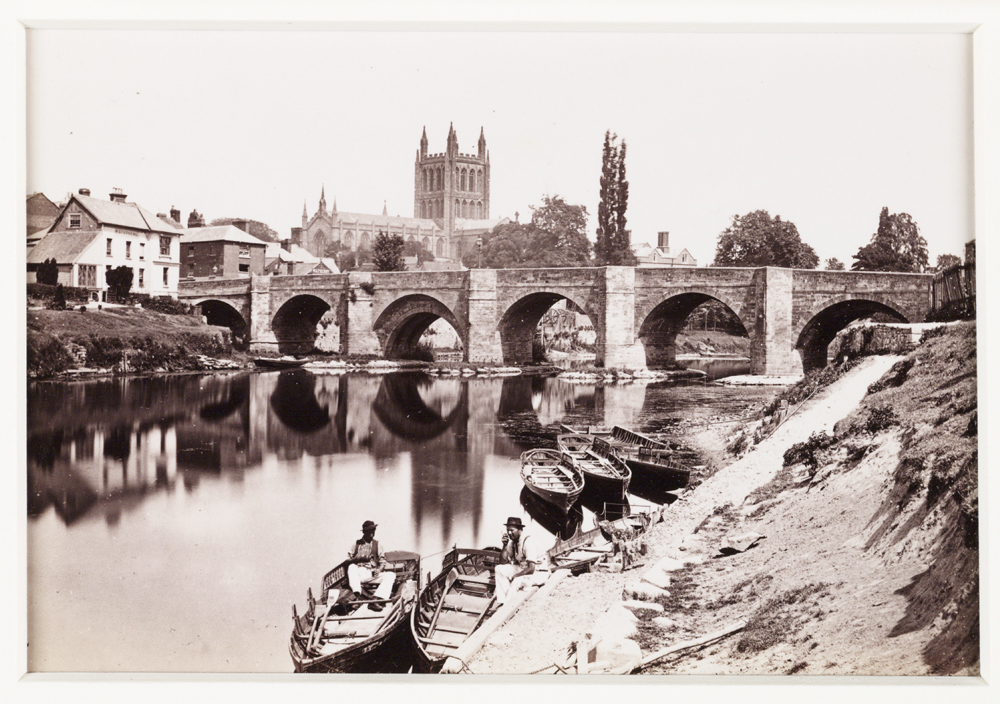
Wye Bridge
(1880)

## Bekende inwoners van Hereford

### Geboren
- Thomas Traherne (1637-1674), dichter en prozaschrijver
- Dora Carrington (1893-1932), schilderes en illustratrice (Bloomsburygroep)
- Frank Oz (1944), Muppet-poppenspeler en filmregisseur
- Ellie Goulding (1986), zangeres

### Woonachtig (geweest)
- Albert Heijn woonde hier de laatste jaren van zijn leven tot zijn dood op 13 januari 2011.